# Sanne-Kerkuhn
Sanne-Kerkuhn là một đô thị thuộc huyện Altmarkkreis Salzwedel, bang Saxony-Anhalt, Đức.